# 843
| [ Edytuj tabelę ]          |                                               |
| Król Anglii                | - 839 Ethelwulf 858                           |
| Król Asturii               | - 842 Ramiro I 850                            |
| Hrabia Barcelony           | - 836 Bernard 844                             |
| Cesarz Bizancjum           | - 842 Michał III Metystes 867                 |
| Chan Bułgarii              | - 836 Presjan 852                             |
| Cesarz Chin                | - 840 Tang Wuzong 846                         |
| Król Franków wschodnich    | - 840 Lotar I 855                             |
| Król Franków zachodnich    | - 843 Karol II Łysy 877                       |
| Cesarz Japonii             | - 833 Ninmyō 850                              |
| Kalif                      | - 842 Al-Wasik 847                            |
| Król Khmerów               | - 802 Dżajawarman II 850                      |
| Patriarcha Konstantynopola | - 836 Jan VII Gramatyk 843 - 843 Metody I 847 |
| Król Mercji                | - 840 Berhtwulf 852                           |
| Król Nawarry               | - 824 Inigo Arista 851                        |
| Król Nortumbrii            | - 840 Etelred II 848                          |
| Książę Obodrzyców          | - 826 Gostomysł 844                           |
| Papież                     | - 827 Grzegorz IV 844                         |
| Cesarz rzymski             | - 817 Lotar I 855                             |
| Król Szkocji               | - 843 Kenneth I 858                           |
| Doża Wenecji               | - 837 Pietro Tradonico 864                    |
| Książę wielkomorawski      | - 820 Mojmir I 846                            |

Rok 843 / DCCCXLIII
stulecia: VIII wiek ~
IX wiek ~
X wiek

lata: 833 «
838 «
839 «
840 «
841 «
842 «
843
» 844
» 845
» 846
» 847
» 848
» 853

## Wydarzenia
- 11 marca – podczas uroczystości w Hagia Sophia zniesiono ikonoklazm w cerkwi prawosławnej.
- 24 maja – Bitwa pod Blain.
- 10 sierpnia – traktat z Verdun dokonał podziału państwa Karola Wielkiego pomiędzy 3 synów Ludwika Pobożnego: Karola Łysego (zach.), Lotariusza (środek), Ludwika Niemca (wsch.)
- Założenie Normandii przez Normanów.